# Amanda Peet
Amanda Peet (sinh ngày 11 tháng 1 năm 1972) là một nữ diễn viên và nhạc sĩ người Mỹ.

## Tiểu sử

### Thời trẻ
Peet sinh tại New York City, con gái của (nhũ danh Levy), một người hoạt động xã hội và Charles Peet, một luật sư công ty. Bố mẹ cô đã ly hôn. Cha cô là một Quaker còn mẹ cô là một người Mỹ gốc Do Thái. Cô có 1 chị gái bác sĩ. Peet học tại Friends Seminary, sau đó theo ngành lịch sử và đã tốt nghiệp tại Đại học Columbia, nơi cô được tham gia tuyển chọn vào lớp diễn xuất của Uta Hagen và quyết định trở thành diễn viên sau ghi tham dự lớp học của Hagen. Trong suốt thời gian học bốn năm với Hagen, Peet đã diễn trong một vở kịch dựng lại của Clifford Odets có tên Awake and Sing.

## Sự nghiệp điện ảnh
| Năm  | Phim                                 | Vai diễn                 | Notes              |
| ---- | ------------------------------------ | ------------------------ | ------------------ |
| 1995 | Animal Room                          | Debbie                   |                    |
| 1996 | One Fine Day                         | Celia                    |                    |
| 1996 | She's the One                        | Molly                    |                    |
| 1996 | Winterlude                           |                          |                    |
| 1996 | Virginity                            |                          |                    |
| 1997 | Touch Me                             | Bridgette                |                    |
| 1997 | Grind                                | Patty                    |                    |
| 1997 | Sax and Violins                      |                          |                    |
| 1998 | Playing by Heart                     | Amber                    |                    |
| 1998 | Southie                              | Marianne Silva           |                    |
| 1998 | Origin of the Species                | Julia                    |                    |
| 1999 | Body Shots                           | Jane Bannister           |                    |
| 1999 | Two Ninas                            | Nina Harris              |                    |
| 1999 | Jump                                 | Lisa                     |                    |
| 1999 | Simply Irresistible                  | Chris                    |                    |
| 2000 | Takedown                             | Karen                    |                    |
| 2000 | Whipped                              | Mia                      |                    |
| 2000 | The Whole Nine Yards                 | Jill                     |                    |
| 2000 | Isn't She Great                      | Debbie                   |                    |
| 2001 | Saving Silverman                     | Judith Fessbeggler       |                    |
| 2002 | Igby Goes Down                       | Rachel                   |                    |
| 2002 | Changing Lanes                       | Cynthia Delano Banek     |                    |
| 2002 | High Crimes                          | Jackie                   |                    |
| 2003 | Something's Gotta Give               | Marin                    |                    |
| 2003 | Identity                             | Paris                    |                    |
| 2004 | The Whole Ten Yards                  | Jill                     |                    |
| 2005 | Syriana                              | Julia Woodman            |                    |
| 2005 | A Lot Like Love                      | Emily Friehl             |                    |
| 2005 | Melinda and Melinda                  | Susan                    |                    |
| 2006 | Griffin & Phoenix                    | Sarah Phoenix            |                    |
| 2007 | The Ex                               | Sofia Kowalski           |                    |
| 2007 | Battle for Terra                     | Maria (voice)            |                    |
| 2007 | Martian Child                        | Harlee                   |                    |
| 2008 | The X-Files: I Want to Believe       | FBI Agent Dakota Whitney |                    |
| 2008 | Five Dollars a Day                   | Maggie                   |                    |
| 2008 | What Doesn't Kill You                | Stacy Reilly             |                    |
| 2009 | Please Give                          | TBA                      | in post-production |
| 2009 | Important Things With Demetri Martin | Actress                  |                    |
| 2009 | 2012                                 | Kate                     |                    |